# Charles Van Vreckem
Charles Corneille Jean Van Vreckem, né le 6 novembre 1837 à Meerbeke et y décédé le 15 juin 1921 fut un homme politique catholique belge.

## Biographie
Il est le fils de Maximilien Van Vreckem, avocat, et de Marie Jeanne Eeman. Il épousa Marie Jeanne de Naeyer.
Il fut docteur en droit (Université catholique de Louvain, 1863) et devint avocat au barreau d'Audenarde (1863-1921). Il fut juge de paix ff. du canton de Ninove (1873-1889).
Il fut élu conseiller communal de Meerbeke (1864-1872; 1878-81; 1909-1917), puis échevin (1882-89) et bourgmestre (1889-1908); conseiller provincial de la province de Flandre-Orientale (1864-1878); député permanent de la province de Flandre-Orientale (1873-1878); sénateur de l'arrondissement d'Alost (1878-1900), puis de l'arrondissement de Audenarde-Alost (1900-1912).

## Distinctions
- Grand officier de l'ordre de Léopold (en mai 1908).